# Breitenberg (Thüringer Wald)
Der Breitenberg ist ein markanter Berg des westlichen Thüringer Waldes, er befindet sich etwa zwei Kilometer nordöstlich vom Rennsteig und bildet den Hausberg der Stadt Ruhla im Wartburgkreis.
Der Name deutet sich aus der Oberflächenform – der massig wirkende, auffällige Berg hat eine Ausdehnung von etwa vier Kilometer in Nord-Süd-Richtung und drei Kilometer in Ost-West-Richtung. Der fast 700 m hohe Berg wird im Süden, Westen und Norden von der Ortslage der Stadt Ruhla gesäumt, an seinem Nordrand befindet sich der Fuchsgrund und der durch ein Kerbtal abgetrennte Schossberg mit einer als Hohler Stein bezeichneten Höhle.
Der Berg ist bis in die Tallage bewaldet – im westlichen und nördlichen Teil überwiegend mit Laubwald (Buche), im östlichen und südlichen Teil ist er mit Fichte bestockt. Das mit Jungwald aufgeforstete Gipfelplateau besitzt keine Aussichtspunkte. Lediglich auf der Westseite bieten sich als Folge von Windbruchschneisen einige Aussichtsgelegenheiten in Richtung der Hörselberge. Im Mittelhanglage auf der Nordseite befindet sich das denkmalgeschützte Königshäuschen, ein beliebtes Ausflugslokal.
Der Berg wird von einem ausgedehnten Forststraßennetz erschlossen. Ein als Naturlehrpfad ausgestatteter Wanderweg verläuft oberhalb der Ruhlaer Ortslage. Im nördlichen Abschnitt werden die Görmichenstein-Felsen tangiert, dabei handelt es sich um ein schieferartiges Gestein, das im 18. Jahrhundert als Material für Dachschindeln eingesetzt wurde, aber wegen seines höheren Gewichtes und der schlechten Verarbeitungsqualität gemieden wurde.
An der Ostflanke des Berges wurde noch bis in die 1970er Jahre die Ruhlaer Bergbautradition bewahrt, es handelt sich um die so genannten Nesselrainstollen.

## Karten
- Topographische Karte 1:50 000: TK50W Nr.55 – Westlicher Thüringer Wald, Thüringer Landesamt für Vermessung und Geoinformation, ISBN 3-86140-265-3